# Gare de La Chapelle-Saint-Denis
La gare de La Chapelle-Saint-Denis est une gare de la ligne de Petite Ceinture à Paris, en France. Elle était en correspondance avec la gare de Nord-Ceinture, qui était desservie par la ligne de Paris-Nord à Lille.

## Situation ferroviaire

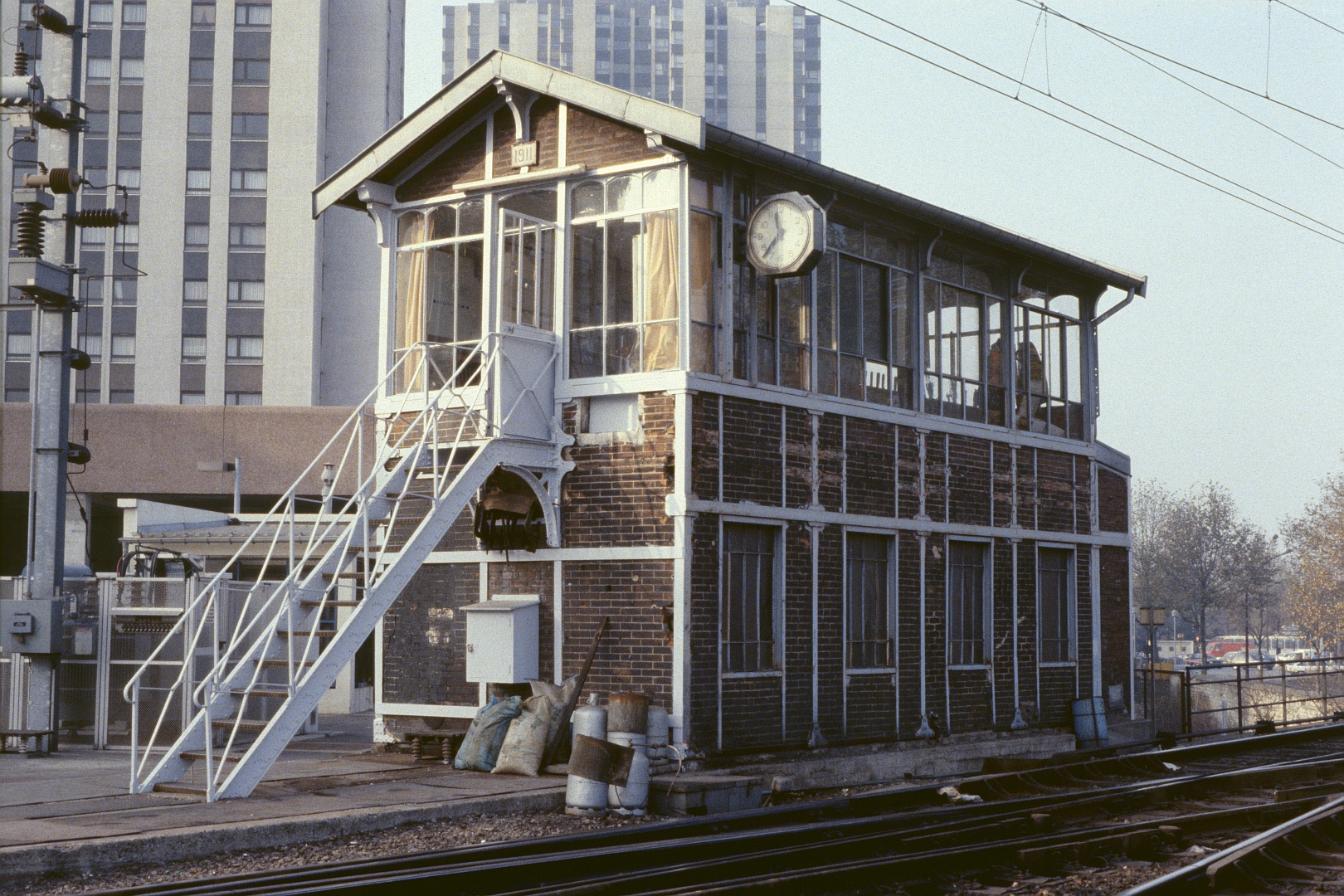
Poste d'aiguillage du raccordement de la Chapelle.

La gare est située à proximité de la station de métro Porte de la Chapelle. 
Propre à la Petite Ceinture Rive-Droite, son architecture, quasiment identique à celle des gares de Charonne et du boulevard Ornano, est celle d'une gare-pont, établie à cheval sur les voies.
Depuis le bâtiment voyageurs, une passerelle métallique permet d'accéder aux trois quais (deux latéraux et un central), reliés en outre par un passage souterrain.
Correspondance entre les deux lignes ferroviaires
Depuis le 1er août 1893, un service circulaire offre une liaison directe avec la ligne de ceinture depuis la gare de Paris-Nord. En début de matinée et en fin de soirée, une navette reliant la gare du Nord à celle de La Chapelle-Saint-Denis se substitue au service circulaire.

## Histoire
La gare de la Chapelle-Saint-Denis ouvre aux voyageurs le 15 juillet 1871.
Le 20 juin 1899, elle subit une inondation à la suite d’un violent orage.
Le 15 septembre 1918, durant la Première Guerre mondiale, une bombe explose sur la gare de La Chapelle-Saint-Denis située au no 165 rue de la Chapelle, lors d'un raid effectué par des avions allemands.
Comme le reste de la Petite-Ceinture, elle ferme au public le 22 juillet 1934. Fortement endommagé par le bombardement du 21 avril 1944, le bâtiment voyageurs est réparé mais démoli à la fin des années 1960.